# اسپورت (دوربین)
اسپورت (به انگلیسی: Sport (camera)) یک دوربین عکاسی ساخت شرکت لومو است.